# Уда-Клокочов (Телеорман)
Уда-Клокочов (рум. Uda-Clocociov) насеље је у Румунији у округу Телеорман у општини Уда-Клокочов. Oпштина се налази на надморској висини од 64 m.

## Становништво
Према подацима из 2002. године у насељу је живело 953 становника, од којих су сви румунске националности.